# Opius griseinotum
Opius griseinotum är en stekelart som beskrevs av Fischer 1965. Opius griseinotum ingår i släktet Opius och familjen bracksteklar. Inga underarter finns listade i Catalogue of Life.